# 雅皮
雅皮是巴西北大河州的一个市镇。总面积188.99平方公里，总人口6517人，人口密度34.5人/平方公里。